# Hội Phục Việt
Trong phong trào yêu nước dân chủ công khai thập niên 1920, ngày 14/7/1925, một số sinh viên trường cao đẳng sư phạm Đông Dương cùng một số tù chính trị cũ ở Trung Kì đã thành lập Hội Phục Việt. Sau khi bị lộ sau khi rải truyền đơn đòi nhà cầm quyền Pháp thả nhà yêu nước Phan Bội Châu (11-1925). Hội đã đổi tên nhiều lần và cuối cùng đã đổi thành Tân Việt Cách mạng Đảng (7-1928).
Đảng Tân Việt tập hợp những trí thức trẻ và thanh niên tiểu tư sản yêu nước, hoạt động chủ yếu ở Trung Kỳ. Ra đời và hoạt động trong khi Hội Việt Nam cách mạng thanh niên phát triển mạnh, những lý luận của chủ nghĩa Marx-Lenin có ảnh hưởng lớn, Đảng Tân Việt thu hút rất nhiều thanh niên yêu nước tham gia. Trong thời gian hoạt động, Đảng đã phân thành hai khuynh hướng cánh tả và cánh hữu. Cuối cùng, xu hướng cánh tả đi theo chủ nghĩa cộng sản chiếm ưu thế. Một số hội viên được chuyển sang học tập ở Hội Việt Nam Cách mạng Thanh niên (ra đời vào tháng 11-1925, do chủ tịch Hồ Chí Minh lãnh đạo), tích cực chuẩn bị cho việc thành lập đảng kiểu mới theo con đường của chủ nghĩa Marx-Lenin